# Дублін (Вірджинія)
Дублін (англ. Dublin) — місто (англ. town) в США, в окрузі Пуласкі штату Вірджинія. Населення — 2682 особи (2020).

## Географія
Дублін розташований за координатами 37°6′20″ пн. ш. 80°41′23″ зх. д. / 37.10556° пн. ш. 80.68972° зх. д. (37.105503, -80.689700).  За даними Бюро перепису населення США в 2010 році місто мало площу 3,56 км², з яких 3,53 км² — суходіл та 0,02 км² — водойми.

## Демографія
Згідно з переписом 2010 року, у місті мешкали 2534 особи в 888 домогосподарствах у складі 493 родин. Густота населення становила 713 особи/км².  Було 943 помешкання (265/км²).
Расовий склад населення:
| - 87,5 % — білих - 9,4 % — чорних або афроамериканців - 0,5 % — азіатів - 1,1 % — осіб інших рас |

До двох чи більше рас належало 1,4 %. Частка іспаномовних становила 2,0 % від усіх жителів.
За віковим діапазоном населення розподілялося таким чином: 14,7 % — особи молодші 18 років, 73,1 % — особи у віці 18—64 років, 12,2 % — особи у віці 65 років та старші. Медіана віку мешканця становила 37,2 року. На 100 осіб жіночої статі у місті припадало 133,8 чоловіків;  на 100 жінок у віці від 18 років та старших — 135,0 чоловіків також старших 18 років.
Середній дохід на одне домашнє господарство  становив 45 030 доларів США (медіана — 34 295), а середній дохід на одну сім'ю — 52 492 долари (медіана — 43 289). Медіана доходів становила 38 173 долари для чоловіків та 31 500 доларів для жінок. За межею бідності перебувало 17,9 % осіб, у тому числі 27,2 % дітей у віці до 18 років та 5,8 % осіб у віці 65 років та старших.
Цивільне працевлаштоване населення становило 873 особи. Основні галузі зайнятості: освіта, охорона здоров'я та соціальна допомога — 29,6 %, виробництво — 24,5 %, мистецтво, розваги та відпочинок — 9,7 %, роздрібна торгівля — 7,4 %.